# Gran Premio motociclistico di Francia 2011
Il Gran Premio motociclistico di Francia 2011 corso il 15 maggio, è il quarto Gran Premio della stagione 2011. La gara si è disputata a Le Mans, sul circuito Bugatti.

## Prove e Qualifiche

### Classe 125
Le tre sessioni di prove libere hanno visto Nicolás Terol (Aprilia) come il più veloce. La pole position è andata allo stesso Terol. Risultati dopo le qualifiche:
- 1 =  Nicolás Terol - Aprilia 1:43.578
- 2 =  Héctor Faubel - Aprilia 1:43.967
- 3 =  Maverick Viñales - Aprilia 1:44.315

### Moto2
Le prime due sessioni di prove sono andate a Stefan Bradl (Kalex), la terza a Simone Corsi (FTR).
La pole position è andata a Stefan Bradl (Kalex).
Risultati dopo le qualifiche:
- 1 =  Stefan Bradl - Kalex 1:38.357
- 2 =  Thomas Lüthi - Suter 1:38.402
- 3 =  Yūki Takahashi - Moriwaki 1:38.540

### Moto GP

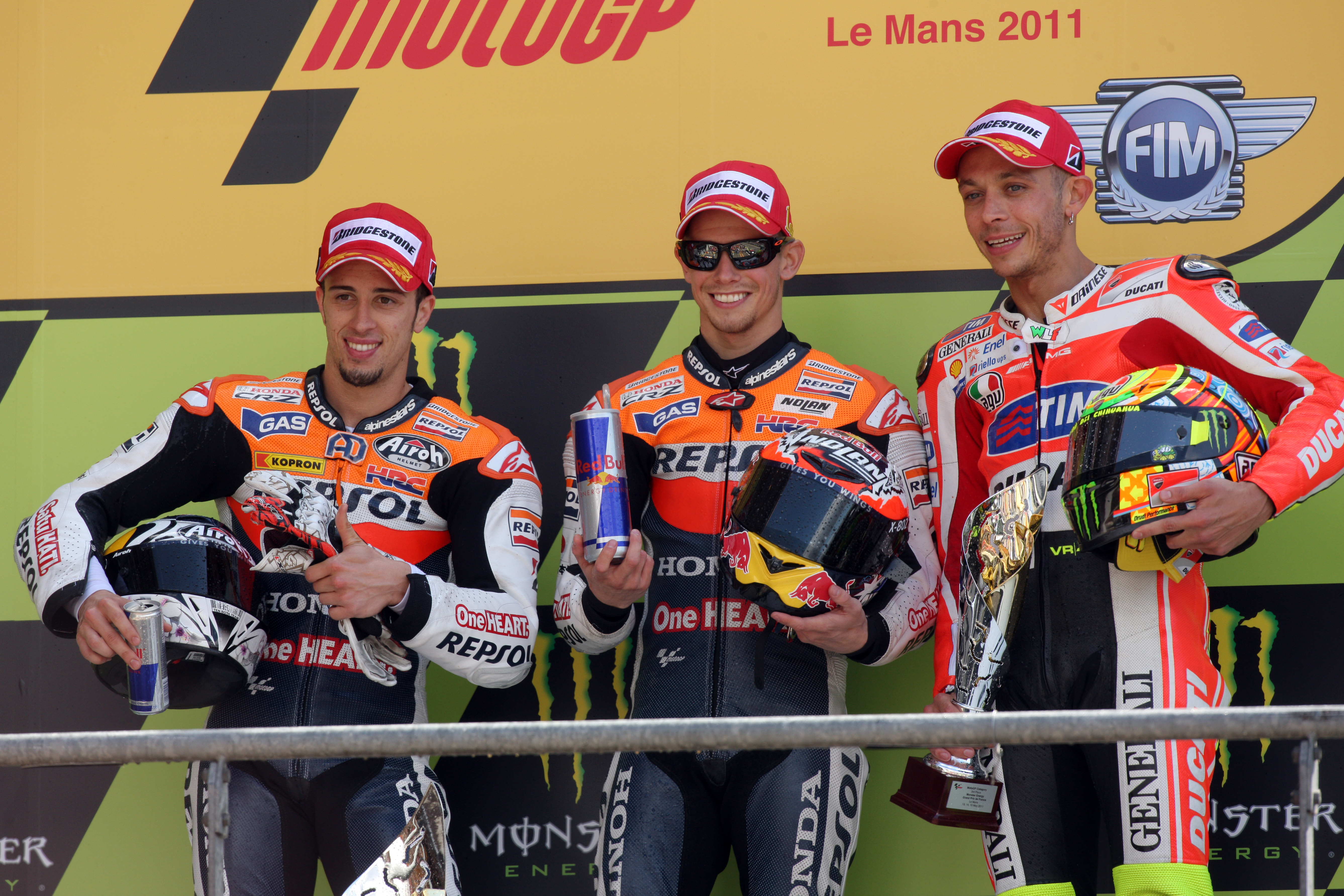
Dovizioso, Stoner e Rossi, in posa per le foto dopo aver concluso rispettivamente al secondo, primo e terzo posto la gara della classe MotoGP

Nella prima sessione di prove il miglior tempo è di Casey Stoner su Honda (1:34.133), seguito dai compagni di team Daniel Pedrosa e Andrea Dovizioso. Nella seconda sessione il migliore è ancora Stoner (1:33.782) seguito da Marco Simoncelli (Honda) e Pedrosa. Nella terza sessione davanti troviamo di nuovo Stoner (1:33.815), seguito da Simoncelli e da Dovizioso. Anche la Pole Position è andata a Casey Stoner (Honda) con il tempo di 1:33.153.
| Pos | Nº | Pilota           | Team                          | Tempo    |
| --- | -- | ---------------- | ----------------------------- | -------- |
| 1   | 27 | Casey Stoner     | Repsol Honda Team-HRC         | 1:33.153 |
| 2   | 58 | Marco Simoncelli | San Carlo Honda Gresini-Honda | 1:33.212 |
| 3   | 4  | Andrea Dovizioso | Repsol Honda Team-HRC         | 1:33.621 |
| 4   | 26 | Dani Pedrosa     | Repsol Honda Team-HRC         | 1:33.683 |
| 5   | 1  | Jorge Lorenzo    | Yamaha Factory Racing-Yamaha  | 1:33.706 |
| 6   | 35 | Cal Crutchlow    | Monster Yamaha Tech 3-Yamaha  | 1:33.804 |
| 7   | 5  | Colin Edwards    | Monster Yamaha Tech 3-Yamaha  | 1:34.063 |
| 8   | 11 | Ben Spies        | Yamaha Factory Racing-Yamaha  | 1:34.206 |
| 9   | 46 | Valentino Rossi  | Ducati Team-Ducati            | 1:34.206 |
| 10  | 69 | Nicky Hayden     | Ducati Team-Ducati            | 1:34.277 |
| 11  | 14 | Randy de Puniet  | Pramac Racing Team-Ducati     | 1:34.351 |
| 12  | 19 | Álvaro Bautista  | Rizla Suzuki MotoGP-Suzuki    | 1:34.513 |
| 13  | 7  | Hiroshi Aoyama   | San Carlo Honda Gresini-Honda | 1:34.612 |
| 14  | 8  | Héctor Barberá   | Mapfre Aspar Team-Ducati      | 1:34.650 |
| 15  | 65 | Loris Capirossi  | Pramac Racing-Ducati          | 1:34.866 |
| 16  | 17 | Karel Abraham    | Cardion AB Motoracing-Ducati  | 1:35.010 |
| 17  | 24 | Toni Elías       | LCR Honda MotoGP-Honda        | 1:35.433 |

## Gara

### MotoGP

#### Arrivati al traguardo
| Pos | Nº | Pilota           | Squadra                 | Motocicletta | Giri | Tempo     | Griglia | Punti |
| --- | -- | ---------------- | ----------------------- | ------------ | ---- | --------- | ------- | ----- |
| 1   | 27 | Casey Stoner     | Repsol Honda            | Honda        | 28   | 44:03.955 | 1       | 25    |
| 2   | 4  | Andrea Dovizioso | Repsol Honda            | Honda        | 28   | +14.214   | 3       | 20    |
| 3   | 46 | Valentino Rossi  | Ducati Team             | Ducati       | 28   | +14.564   | 9       | 16    |
| 4   | 1  | Jorge Lorenzo    | Yamaha Factory Racing   | Yamaha       | 28   | +21.075   | 5       | 13    |
| 5   | 58 | Marco Simoncelli | San Carlo Honda Gresini | Honda        | 28   | +31.245   | 2       | 11    |
| 6   | 11 | Ben Spies        | Yamaha Factory Racing   | Yamaha       | 28   | +31.609   | 8       | 10    |
| 7   | 69 | Nicky Hayden     | Ducati Team             | Ducati       | 28   | +35.566   | 10      | 9     |
| 8   | 7  | Hiroshi Aoyama   | San Carlo Honda Gresini | Honda        | 28   | +51.502   | 13      | 8     |
| 9   | 8  | Héctor Barberá   | Mapfre Aspar            | Ducati       | 28   | +1:03.731 | 14      | 7     |
| 10  | 17 | Karel Abraham    | Cardion AB Motoracing   | Ducati       | 28   | +1:03.885 | 16      | 6     |
| 11  | 24 | Toni Elías       | LCR Honda               | Honda        | 28   | +1:04.068 | 17      | 5     |
| 12  | 19 | Álvaro Bautista  | Rizla Suzuki            | Suzuki       | 28   | +1:04.192 | 12      | 4     |
| 13  | 5  | Colin Edwards    | Monster Yamaha Tech 3   | Yamaha       | 26   | +2 giri   | 7       | 3     |

#### Ritirati
| Nº | Pilota          | Squadra               | Motocicletta | Giri | Griglia |
| -- | --------------- | --------------------- | ------------ | ---- | ------- |
| 65 | Loris Capirossi | Pramac Racing         | Ducati       | 21   | 15      |
| 26 | Daniel Pedrosa  | Repsol Honda          | Honda        | 17   | 4       |
| 35 | Cal Crutchlow   | Monster Yamaha Tech 3 | Yamaha       | 6    | 6       |
| 14 | Randy de Puniet | Pramac Racing         | Ducati       | 1    | 11      |

### Moto2

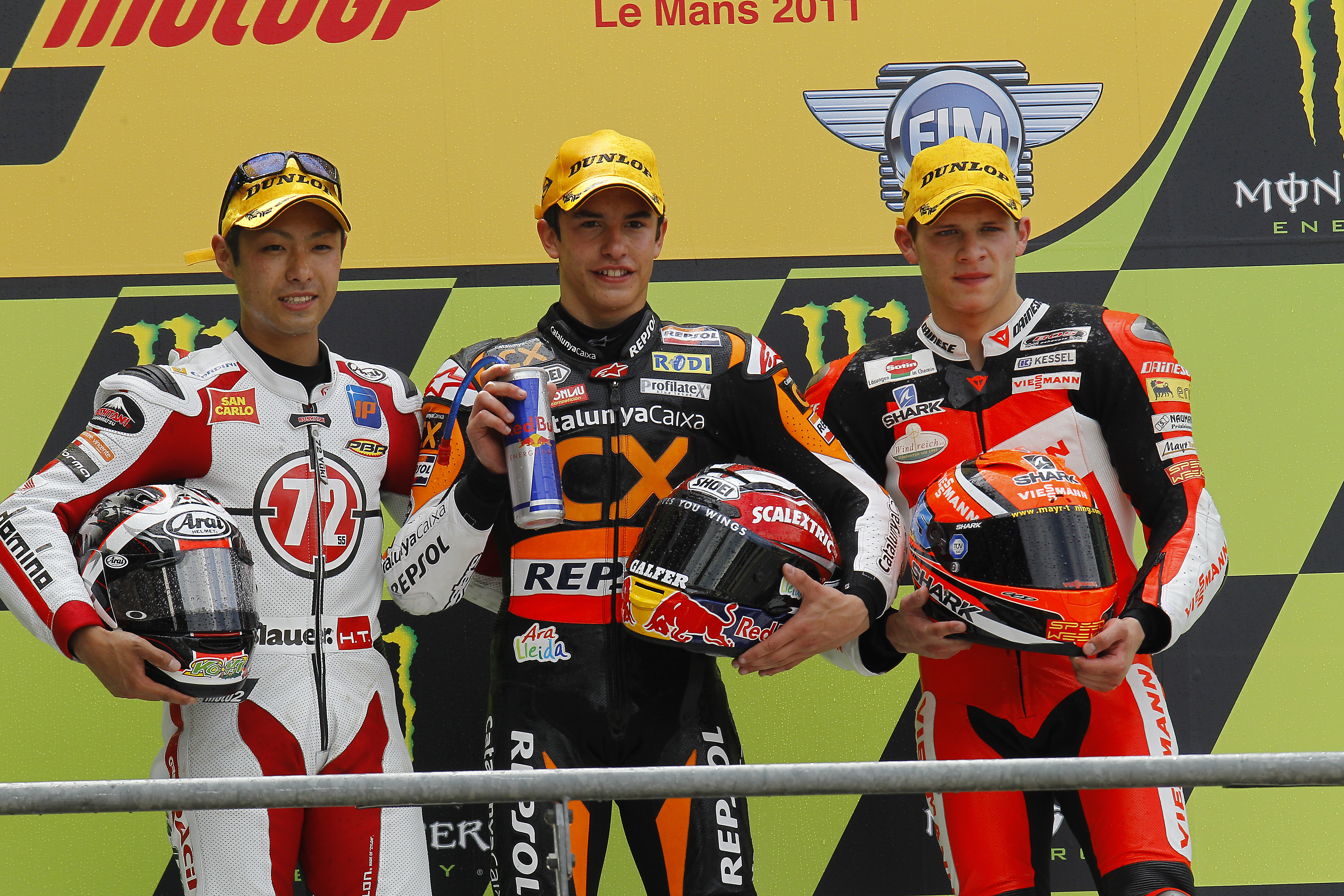
Takahashi, Márquez e Bradl, in posa per le foto dopo aver concluso rispettivamente al secondo, primo e terzo posto la gara della classe Moto2

In questo Gran Premio corrono due wildcard: Alexander Cudlin su Moriwaki e Steven Odendaal su Suter.

#### Arrivati al traguardo
| Pos | Nº | Pilota              | Squadra                           | Motocicletta | Giri | Tempo     | Griglia | Punti |
| --- | -- | ------------------- | --------------------------------- | ------------ | ---- | --------- | ------- | ----- |
| 1   | 93 | Marc Márquez        | CatalunyaCaixa Repsol             | Suter        | 26   | 43:03.308 | 6       | 25    |
| 2   | 72 | Yūki Takahashi      | Gresini Racing                    | Moriwaki     | 26   | +1.982    | 3       | 20    |
| 3   | 65 | Stefan Bradl        | Viessmann Kiefer Racing           | Kalex        | 26   | +2.237    | 1       | 16    |
| 4   | 60 | Julián Simón        | Mapfre Aspar                      | Suter        | 26   | +2.349    | 9       | 13    |
| 5   | 12 | Thomas Lüthi        | Interwetten Paddock               | Suter        | 26   | +2.609    | 2       | 11    |
| 6   | 40 | Aleix Espargaró     | Pons HP 40                        | Pons Kalex   | 26   | +12.295   | 4       | 10    |
| 7   | 3  | Simone Corsi        | Ioda Racing Project               | FTR          | 26   | +18.739   | 7       | 9     |
| 8   | 77 | Dominique Aegerter  | Technomag-CIP                     | Suter        | 26   | +18.918   | 10      | 8     |
| 9   | 38 | Bradley Smith       | Tech 3 Racing                     | Tech 3       | 26   | +20.408   | 17      | 7     |
| 10  | 15 | Alex De Angelis     | JIR Moto2                         | MotoBi       | 26   | +20.566   | 12      | 6     |
| 11  | 16 | Jules Cluzel        | NGM Forward Racing                | Suter        | 26   | +23.225   | 11      | 5     |
| 12  | 4  | Randy Krummenacher  | GP Team Switzerland Kiefer Racing | Kalex        | 26   | +23.359   | 16      | 4     |
| 13  | 44 | Pol Espargaró       | HP Tuenti Speed Up                | FTR          | 26   | +23.676   | 19      | 3     |
| 14  | 51 | Michele Pirro       | Gresini Racing                    | Moriwaki     | 26   | +24.756   | 13      | 2     |
| 15  | 76 | Max Neukirchner     | MZ Racing                         | MZ-RE Honda  | 26   | +25.063   | 20      | 1     |
| 16  | 45 | Scott Redding       | Marc VDS Racing                   | Suter        | 26   | +29.587   | 5       |       |
| 17  | 9  | Kenny Noyes         | Avintia-STX                       | FTR          | 26   | +32.803   | 34      |       |
| 18  | 19 | Xavier Siméon       | Tech 3 B                          | Tech 3       | 26   | +32.997   | 31      |       |
| 19  | 35 | Raffaele De Rosa    | Desguaces La Torre G22            | Moriwaki     | 26   | +33.273   | 21      |       |
| 20  | 68 | Yonny Hernández     | Blusens-STX                       | FTR          | 26   | +34.837   | 30      |       |
| 21  | 34 | Esteve Rabat        | Blusens-STX                       | FTR          | 26   | +35.765   | 22      |       |
| 22  | 71 | Claudio Corti       | Italtrans Racing                  | Suter        | 26   | +41.502   | 28      |       |
| 23  | 75 | Mattia Pasini       | Ioda Racing Project               | FTR          | 26   | +49.702   | 15      |       |
| 24  | 14 | Ratthapark Wilairot | Thai Honda Singha SAG             | FTR          | 26   | +50.198   | 18      |       |
| 25  | 13 | Anthony West        | MZ Racing                         | MZ-RE Honda  | 26   | +50.789   | 33      |       |
| 26  | 54 | Kenan Sofuoğlu      | Technomag-CIP                     | Suter        | 26   | +51.362   | 25      |       |
| 27  | 49 | Kev Coghlan         | Aeroport de Castello              | FTR          | 26   | +51.471   | 35      |       |
| 28  | 53 | Valentin Debise     | Speed Up                          | FTR          | 26   | +1:01.904 | 37      |       |
| 29  | 21 | Javier Forés        | Mapfre Aspar                      | Suter        | 26   | +1:14.039 | 24      |       |
| 30  | 39 | Robertino Pietri    | Italtrans Racing                  | Suter        | 26   | +1:14.338 | 32      |       |
| 31  | 95 | Mashel Al Naimi     | QMMF Racing                       | Moriwaki     | 26   | +1:28.827 | 39      |       |
| 32  | 8  | Alexander Cudlin    | QMMF Racing                       | Moriwaki     | 26   | +1:29.889 | 38      |       |

#### Ritirati
| Nº | Pilota             | Squadra            | Motocicletta | Giri | Griglia |
| -- | ------------------ | ------------------ | ------------ | ---- | ------- |
| 63 | Mike Di Meglio     | Tech 3 Racing      | Tech 3       | 24   | 27      |
| 80 | Axel Pons          | Pons HP 40         | Pons Kalex   | 23   | 14      |
| 88 | Ricard Cardús      | QMMF Racing        | Moriwaki     | 19   | 29      |
| 97 | Steven Odendaal    | MS Racing          | Suter        | 14   | 40      |
| 25 | Alex Baldolini     | NGM Forward Racing | Suter        | 11   | 26      |
| 36 | Mika Kallio        | Marc VDS Racing    | Suter        | 4    | 23      |
| 29 | Andrea Iannone     | Speed Master       | Suter        | 0    | 8       |
| 64 | Santiago Hernández | SAG Team           | FTR          | 0    | 36      |

### Classe 125
In questo Gran Premio corrono due wildcard, i francesi Kevin Szalai e Kevin Thobois; il transalpino Alexis Masbou sostituisce l'indiano Sarath Kumar nel team WTR–Ten10 Racing (Aprilia).

#### Arrivati al traguardo
| Pos | Nº | Pilota              | Squadra                        | Motocicletta | Giri | Tempo     | Griglia | Punti |
| --- | -- | ------------------- | ------------------------------ | ------------ | ---- | --------- | ------- | ----- |
| 1   | 25 | Maverick Viñales    | Blusens by Paris Hilton Racing | Aprilia      | 24   | 42:00.505 | 3       | 25    |
| 2   | 18 | Nicolás Terol       | Bankia Aspar                   | Aprilia      | 24   | +0.048    | 1       | 20    |
| 3   | 7  | Efrén Vázquez       | Avant-AirAsia-Ajo              | Derbi        | 24   | +6.836    | 9       | 16    |
| 4   | 55 | Héctor Faubel       | Bankia Aspar                   | Aprilia      | 24   | +8.298    | 2       | 13    |
| 5   | 5  | Johann Zarco        | Avant-AirAsia-Ajo              | Derbi        | 24   | +8.590    | 6       | 11    |
| 6   | 94 | Jonas Folger        | Red Bull Ajo MotorSport        | Aprilia      | 24   | +10.236   | 5       | 10    |
| 7   | 11 | Sandro Cortese      | Intact-Racing Team Germany     | Aprilia      | 24   | +10.667   | 4       | 9     |
| 8   | 33 | Sergio Gadea        | Blusens by Paris Hilton Racing | Aprilia      | 24   | +15.642   | 8       | 8     |
| 9   | 44 | Miguel Oliveira     | Andalucia Banca Civica         | Aprilia      | 24   | +22.838   | 12      | 7     |
| 10  | 39 | Luis Salom          | RW Racing GP                   | Aprilia      | 24   | +30.901   | 10      | 6     |
| 11  | 23 | Alberto Moncayo     | Andalucia Banca Civica         | Aprilia      | 24   | +33.796   | 15      | 5     |
| 12  | 15 | Simone Grotzkyj     | Phonica Racing                 | Aprilia      | 24   | +34.413   | 11      | 4     |
| 13  | 96 | Louis Rossi         | Matteoni Racing                | Aprilia      | 24   | +34.696   | 17      | 3     |
| 14  | 26 | Adrián Martín       | Bankia Aspar                   | Aprilia      | 24   | +41.236   | 7       | 2     |
| 15  | 10 | Alexis Masbou       | WTR-Ten10 Racing               | Aprilia      | 24   | +56.943   | 19      | 1     |
| 16  | 76 | Hiroki Ono          | Caretta Technology             | KTM          | 24   | +57.409   | 23      |       |
| 17  | 52 | Danny Kent          | Red Bull Ajo MotorSport        | Aprilia      | 24   | +57.763   | 18      |       |
| 18  | 53 | Jasper Iwema        | Ongetta-Abbink Metaal          | Aprilia      | 24   | +57.823   | 16      |       |
| 19  | 63 | Zulfahmi Khairuddin | Airasia-Sic-Ajo                | Derbi        | 24   | +57.884   | 13      |       |
| 20  | 3  | Luigi Morciano      | Team Italia FMI                | Aprilia      | 24   | +1:02.089 | 21      |       |
| 21  | 84 | Jakub Kornfeil      | Ongetta-Centro Seta            | Aprilia      | 24   | +1:02.713 | 14      |       |
| 22  | 17 | Taylor Mackenzie    | Phonica Racing                 | Aprilia      | 24   | +1:25.418 | 26      |       |
| 23  | 30 | Giulian Pedone      | Phonica Racing                 | Aprilia      | 24   | +1:42.498 | 28      |       |
| 24  | 43 | Francesco Mauriello | WTR-Ten10 Racing               | Aprilia      | 24   | +1:43.885 | 25      |       |
| 25  | 56 | Péter Sebestyén     | Caretta Technology             | KTM          | 24   | +1:44.903 | 29      |       |
| 26  | 19 | Alessandro Tonucci  | Team Italia FMI                | Aprilia      | 24   | +1:45.356 | 31      |       |
| 27  | 91 | Kevin Szalai        | Maxiscoot MVT Racing           | Aprilia      | 23   | +1 giro   | 30      |       |
| 28  | 92 | Kevin Thobois       | RMS                            | Aprilia      | 23   | +1 giro   | 33      |       |

#### Ritirati
| Nº | Pilota           | Squadra                 | Motocicletta | Giri | Griglia |
| -- | ---------------- | ----------------------- | ------------ | ---- | ------- |
| 36 | Joan Perelló     | Matteoni Racing         | Aprilia      | 20   | 32      |
| 99 | Danny Webb       | Mahindra Racing         | Mahindra     | 17   | 20      |
| 77 | Marcel Schrötter | Mahindra Racing         | Mahindra     | 17   | 24      |
| 21 | Harry Stafford   | Ongetta-Centro Seta     | Aprilia      | 13   | 22      |
| 31 | Niklas Ajo       | TT Motion Events Racing | Aprilia      | 3    | 27      |